# Geordan Murphy
Pour les articles homonymes, voir Murphy.

a Compétitions nationales et continentales officielles uniquement.

b Matchs officiels uniquement.
Geordan Edward Andrew Murphy, est né le 19 avril 1978 à Dublin (Irlande). C’est un joueur de rugby à XV, qui jouait avec l'équipe d'Irlande de 2000 à 2011, évoluant au poste de trois quart aile ou arrière. 
Il joue avec les Leicester Tigers en coupe d'Europe et en Championnat d'Angleterre de rugby. En 2010, il figure sur la « Dream Team » européenne de l'European Rugby Cup (ERC), à savoir la meilleure équipe-type des compétitions des clubs européens au cours des 15 dernières années, au poste d'arrière.
En septembre 2018, après 5 années en tant qu'entraîneur adjoint, il est nommé entraîneur en chef des Leicester Tigers. Il quitte ce poste en novembre 2020.
Sa petite amie est la chanteuse Lucie Silvas.

## Carrière

### En club
- 1999-2013 :  Leicester Tigers

### En équipe nationale
Il a eu sa première cape internationale le 10 juin 2000, à l’occasion d’un test match contre l'équipe des États-Unis. 
Il participe au Tournoi des Six Nations depuis 2002.
Geordan Murphy et l'équipe d'Irlande ont remporté le Tournoi des six nations 2009 en réalisant un Grand Chelem (cinq victoires en cinq matchs). Il s'agit du second Grand Chelem réussi par l'équipe d'Irlande dans le tournoi, il vient après celui remporté en 1948.
Murphy a effectué un test match avec les Lions britanniques en 2005.

## Carrière d'entraîneur
| Saison      | Club             | Division    | Poste              | Classement             | Coupe d'Europe             | Challenge européen     |
| ----------- | ---------------- | ----------- | ------------------ | ---------------------- | -------------------------- | ---------------------- |
| 2013 - 2014 | Leicester Tigers | Premiership | Arrières           | Éliminé en demi-finale | Éliminé en quart-de-finale | -                      |
| 2014 - 2015 | Leicester Tigers | Premiership | Arrières           | Éliminé en demi-finale | Éliminé en poule           | -                      |
| 2015 - 2016 | Leicester Tigers | Premiership | Arrières           | Éliminé en demi-finale | Éliminé en demi-finale     | -                      |
| 2016 - 2017 | Leicester Tigers | Premiership | Arrières           | Éliminé en demi-finale | Éliminé en poule           | -                      |
| 2017 - 2018 | Leicester Tigers | Premiership | Arrières           | 5e                     | Éliminé en poule           | -                      |
| 2018 - 2019 | Leicester Tigers | Premiership | Entraîneur en chef | 11e                    | Éliminé en poule           | -                      |
| 2019 - 2020 | Leicester Tigers | Premiership | Entraîneur en chef | 11e                    | -                          | Éliminé en demi-finale |

## Palmarès

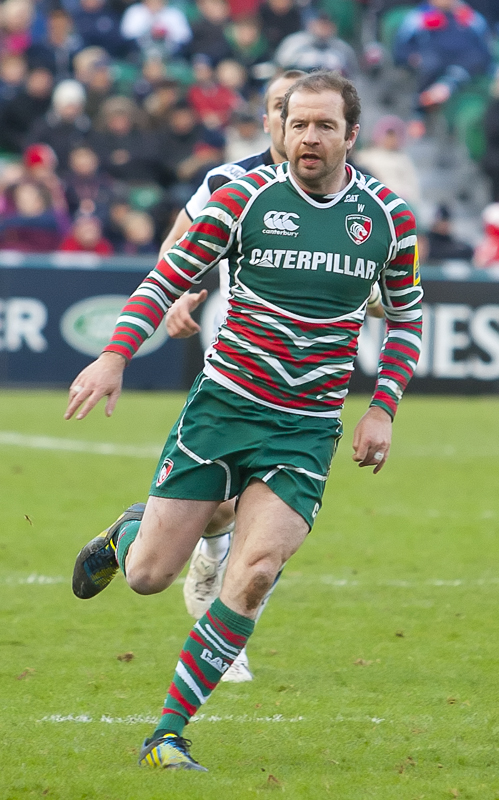
Geordan Murphy avec les Leicester Tigers en 2012.

### En club
- Champion d'Angleterre : 1999, 2000, 2001, 2002, 2007, 2009, 2010 et 2013
- Vainqueur de la Coupe d'Europe : 2001, 2002
- Trophée des Champions : 2002 (vaincu en 2001)

### En équipe nationale
- 72 sélections
- 18 essais, 1 transformation, 1 pénalité, 1 drop
- 98 points
- Sélections par année : 3 en 2000, 3 en 2001, 5 en 2002, 9 en 2003, 6 en 2004, 8 en 2005, 10 en 2006, 8 en 2007, 7 en 2008, 4 en 2009, 6 en 2010, 3 en 2011
- Tournois des Six Nations disputés: 2002, 2003, 2004, 2005, 2006, 2007, 2008, 2009, 2010

### Statistiques avec les Lions
- 1 sélection avec les Lions : tournée en 2005 en Nouvelle-Zélande (1)